# Атараксія
Атараксія (грец. αταραξία — «незворушність, холоднокровність, спокій») — душевний спокій, незворушність, безтурботність, що, на думку деяких давньогрецьких філософів, досягається мудрецем.
Атараксія (грец. ἀταραξία — спокій) — термін старогрецької філософії, яким Піррон та Епікур описували блаженний безтурботний стан.
Стан атараксії — найбільше, чого може досягти людина в житті, — це звільнити себе від страхів та неприємних відчуттів, отримувати від життя насолоди, серед яких найбільша — уміння запобігати стражданням та зберігати душевну рівновагу, незворушність і безпристрасність.
Епікур вважав атараксію єдиним насправді щасливим станом людини. Це стан спокою, що виникає тоді, коли людина відкидає віру в загробне життя, не боїться богів, бо вони далеко і байдужі до людей, уникає політики й чванливої компанії, оточує себе тільки вірними друзями, і, найважливіше, стає відкритою чесною особою, гідною довіри.
На думку Піррона людина не може відрізнити істинні й фальшиві відчуття, тому атараксія є спокоєм, що виникає при відмові від судження щодо догм і будь-чого неочевидного, не припиняючи водночас допитуватися до істини. Як художник Апеллес, розлютившись від невдалих спроб намалювати спіненого коня, жбурнув на полотно губку, коли чистив пензлі, що створило необхідний ефект.
Стоїки, передусім Сенека й сучасні Раян Голідей, Вільям Мулліген тощо, теж часто використовували термін атараксія, оскільки прагнули до спокою в думках, але все ж віддавали перевагу слову апатія — відсутність пристрастей.